# Vasylivka
Vasylivka (ukrainsk: Васи́лівка, ukrainsk udtale: [wɐˈsɪ.l⁽ʲ⁾iu̯.kɐ]}; russisk: Васильевка) er en by i Zaporizjzja oblast (provins) i det sydlige Ukraine. Den fungerer som administrativt centrum for Vasylivka rajon. Byen ligger på bredden af Kakhovskereservoiret ved floden Dnepr. 
Byen har 12.567 (2022) indbyggere.

## Historie
Området blev bosat af Zaporogkosakker i 1740'erne. I 1788 gav Katarina 2. af Rusland regionen til en godsejer Basil Popowski, en russisk general. Hans barnebarn byggede Popov Slot (en) som i dag er museum. 

## Galleri
- Popov Slot set fra bagsiden
- Vasylivkas gamle bydel
- Tidligere skole
- Busstation